# Eric Lobron
Eric Lobron (* 7. Mai 1960 in Germantown, Pennsylvania) ist ein deutscher Schachgroßmeister US-amerikanischer Abstammung.

## Leben

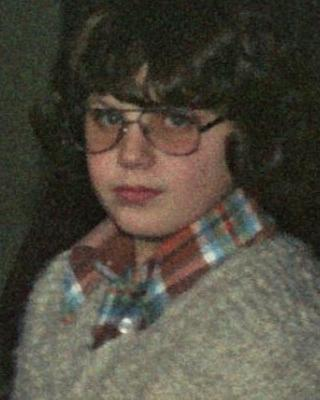
Eric Lobron bei der Internationalen Deutschen Jugendmeisterschaft 1974

Eric Lobron kam als Fünfjähriger nach Deutschland und wuchs in Wiesbaden auf, wo er bei der Schachgemeinschaft im BKA (heute PSV Grün-Weiß Wiesbaden) mit Schach in Berührung kam und seine ersten Turniere bestritt. 1978 wurde er in Dillingen an der Donau Deutscher Jugendmeister. 
Im Jahre 1980 in Bad Neuenahr gewann er erstmals die Deutsche Meisterschaft. Kurz darauf brach er sein Jurastudium ab und wurde Schachprofi.
Eric Lobron siegte beim Schachfestival Biel-Bienne 1981 punktgleich mit Vlastimil Hort vor Michael Stean. 1982 gewann er in Ramat haScharon und Manila. 
Im Jahre 1982 wurde ihm der Großmeistertitel des Weltschachbundes FIDE verliehen.
Es folgten die Gewinne von New Yorker Einladungsturnieren (Kavkasian 1983 und Manhattan 1985). Er gewann das Open Berliner Sommer 1984, Biel 1986 geteilt mit Lew Polugajewski, Brüssel 1987 und Ter Apel 1987. Lobron war Alleinsieger im New York Open 1992, in den 1980er und 1990er Jahren eines der stärksten und bestdotierten Schach-Open. Dazwischen wurde er 1984 wieder Deutscher Meister.
Im Juli 1992 erreichte Lobron mit 2625 seine höchste Elo-Zahl und belegte Platz 21 in der FIDE-Weltrangliste.
Im Jahre 1993 gewann er das Zonenturnier in Graz. Im Jahre 1998 belegte er in Bad Wiessee nach einem Sieg über den späteren FIDE-Weltmeister Chalifman den zweiten Platz. Zwanzig Jahre später trat er beim Grenke Chess Open 2018 in Karlsruhe an.
Eric Lobron gilt auch als guter Backgammon-Spieler.
Von 2004 bis 2014 war er mit der estnischen Schachfunktionärin Carmen Kass liiert.

## Nationalmannschaft

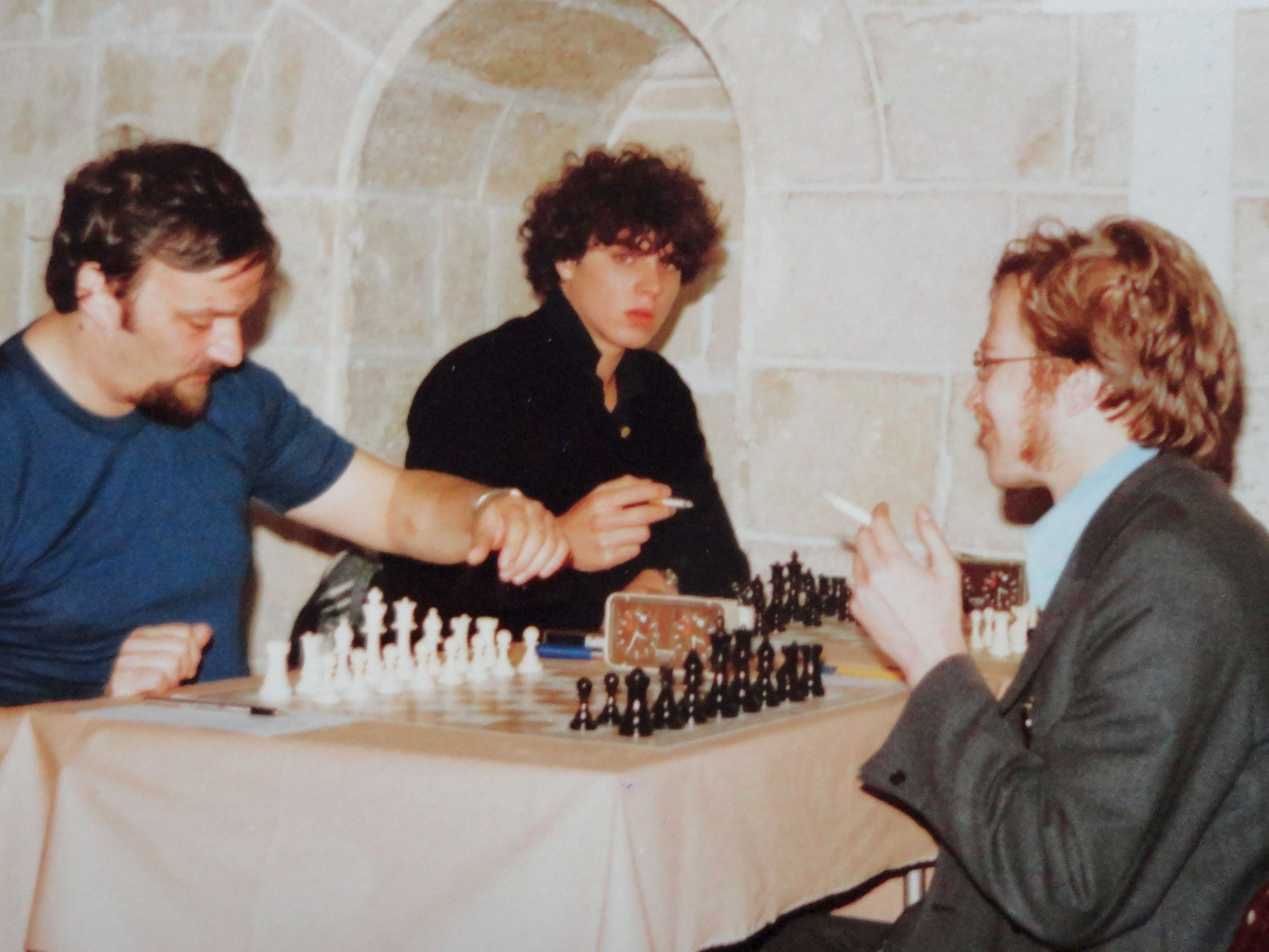
Borik, Lobron und Westerinen, Schacholympiade 1980 auf Malta

Lobron nahm mit der deutschen Mannschaft an den Schacholympiaden 1980, 1982, 1984, 1988, 1990, 1992, 1994 und 1996 teil. Er erreichte 1990 in Novi Sad das drittbeste Einzelergebnis am dritten Brett. Außerdem gehörte er bei der Mannschaftsweltmeisterschaft 1985 und den Mannschaftseuropameisterschaften 1983, 1989 und 1992 zur deutschen Auswahl, mit der er 1989 in Haifa den dritten Platz erreichte.

## Vereine
In der deutschen Schachbundesliga hatte Lobron insgesamt 28 Einsätze in der viergleisigen Bundesliga für den TSV Schott Mainz, für den er auch nach Gründung der eingleisigen Bundesliga in der Saison 1980/81 spielte. Von 1981 bis 1983 spielte er für Königsspringer Frankfurt, von 1983 bis 1990 und erneut von 1999 bis 2002 spielte er für die Schachgesellschaft Solingen, mit der er 1987 und 1988 deutscher Mannschaftsmeister wurde und 1990 den European Club Cup gewann, von 1990 bis 1992 für die FTG Frankfurt, von 1992 bis 1994 für den SC Stadthagen und von 1994 bis 1997 für den SV Empor Berlin. Die schwedische Elitserien gewann Lobron 2004 mit dem SK Rockaden Stockholm. Seit 2015 spielt er erneut für die TSV Schott Mainz, nun in der 2. Bundesliga Süd.

## Werke
- Mit Frank Grzesik: Schacholympiade Thessaloniki 1984, Edition Marco, Schachverlag Nickel, Berlin 1985, ISBN 3-924833-02-8.